# Wilhelm Schich
Wilhelm Alexander Schich (* 22. September 1889 in Wien; † 25. Februar 1940 ebenda) war ein österreichischer Theaterregisseur und Schauspieler.

## Leben und Wirken
Schich war ein Sohn des Geschäftsdieners Alexander Schich und seiner Gattin Karoline, geb. Schörg. Über seinen Bildungsweg und seine frühen Jahre ist derzeit nichts bekannt. Bei den Salzburger Festspielen 1934 und 1935 spielte er den Dicken Vetter im Jedermann am Domplatz und den Siegel im Faust in der Felsenreitschule. 1934 übernahm er zusätzlich die Sprechrolle des Harun al Raschid in Carl Maria von Webers Oberon.
In Géza von Bolvárys Lumpacivagabundus-Verfilmung von 1936 war er der Herrenkutscher, in E. W. Emos Film Dreizehn Stühle von 1938 verkörperte er den Auktionator. Insgesamt war er zwischen 1933 und 1940 in 22 kleineren Filmrollen zu sehen, darunter so erfolgreichen Titeln wie Mein Liebster ist ein Jägersmann (1933), Kleines Mädchen – Große Liebe (1938), Unsterblicher Walzer (1939) oder Krambambuli (1940).
Wilhelm Schich starb im Alter von 50 Jahren an einer Lungen- und Hirnhautentzündung im Kaiser-Franz-Josef-Spital und wurde auf dem Wiener Zentralfriedhof (Gr. 89, R. 11, Nr. 16) beerdigt. Das Grab ist bereits aufgelassen.

## Filmografie
- 1933: Mein Liebster ist ein Jägersmann (Unser Kaiser)
- 1933: Sonnenstrahl
- 1934: Der junge Baron Neuhaus
- 1934: Salto in die Seligkeit
- 1935: ...nur ein Komödiant
- 1935: Es flüstert die Liebe
- 1936: Blumen aus Nizza
- 1936: Die Leuchter des Kaisers
- 1936: Fräulein Lilli
- 1936: Lumpacivagabundus
- 1936: Rendezvous in Wien
- 1936: Seine Tochter ist der Peter
- 1938: 13 Stühle
- 1938: Der Optimist
- 1938: Kleines Mädchen – Große Liebe
- 1939: Ein Bombengeschäft (Kurzfilm)
- 1939: Ich bin Sebastian Ott
- 1939: Marguerite: 3
- 1939: Unsterblicher Walzer
- 1939: Das jüngste Gericht
- 1940: Krambambuli
- 1940: Meine Tochter lebt in Wien